# روموكو

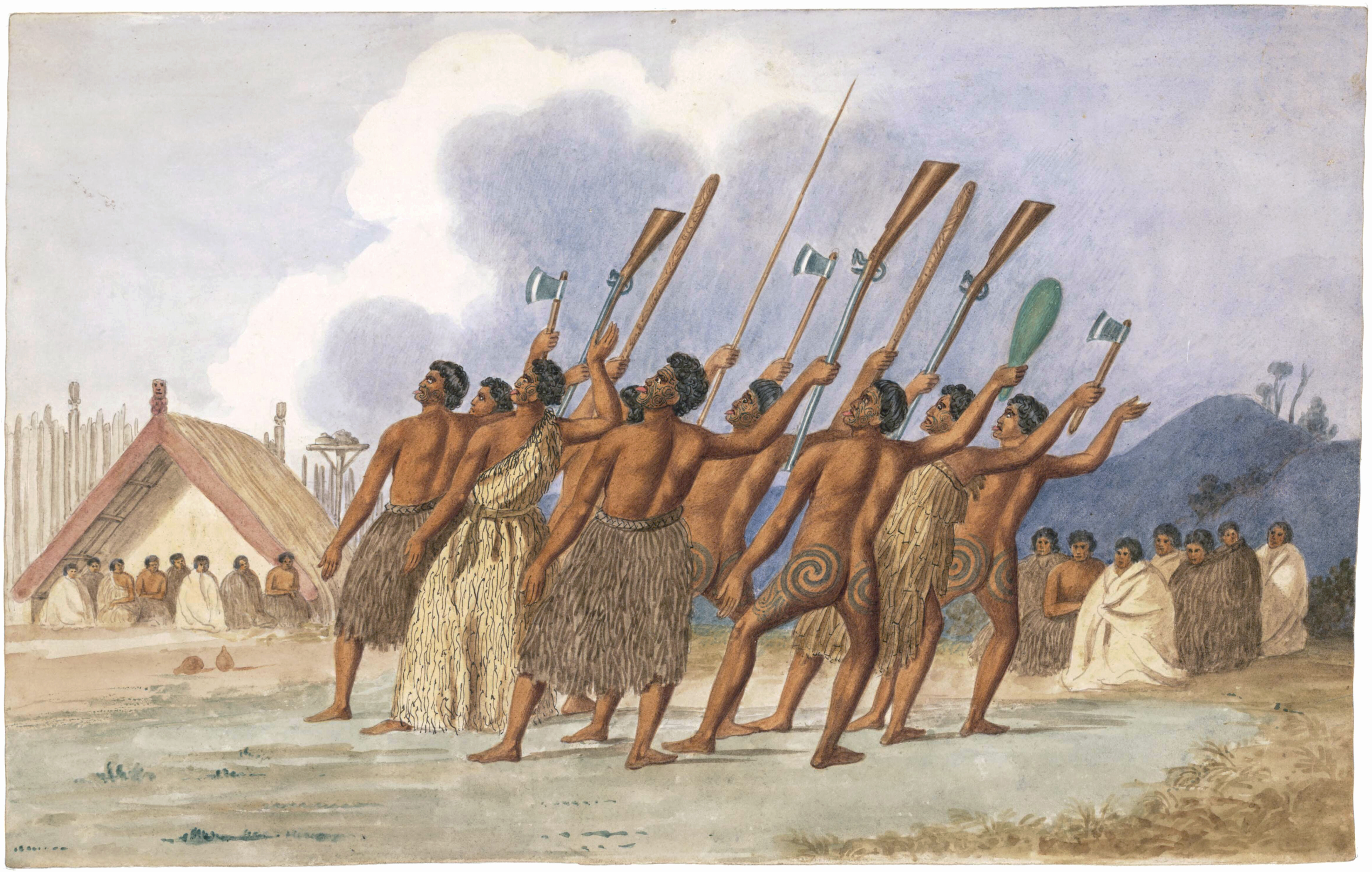
رقصة الحرب

في الأساطير الماورية، يعد روموكو Rūaumoko (المعروف أيضًا باسم Rūamoko) إله الزلازل والبراكين والفصول. وهو الابن الأصغر لرانجينوي (والد السماء) وباباتانوكو (أم الأرض)، (وتسمى عادة رانجي وبابا).